# St. Cyriakus (Duderstadt)
Die römisch-katholische Basilika St. Cyriakus (auch Propsteikirche) ist eine Pfarrkirche in der Stadt Duderstadt im Landkreis Göttingen von Niedersachsen. Sie gilt als Hauptkirche der Stadt und des Untereichsfelds. In der Stadt wird sie auch „Oberkirche“ und in der Region „Eichsfelder Dom“ genannt. Seit dem 3. Oktober 2015 ist sie päpstliche Basilica minor. Architektonisch ist die dreischiffige gotische Kirche eine Staffelhalle mit basilikalem Chor. Ihre Pfarrgemeinde gehört zum Dekanat Untereichsfeld des Bistums Hildesheim.

## Baugeschichte

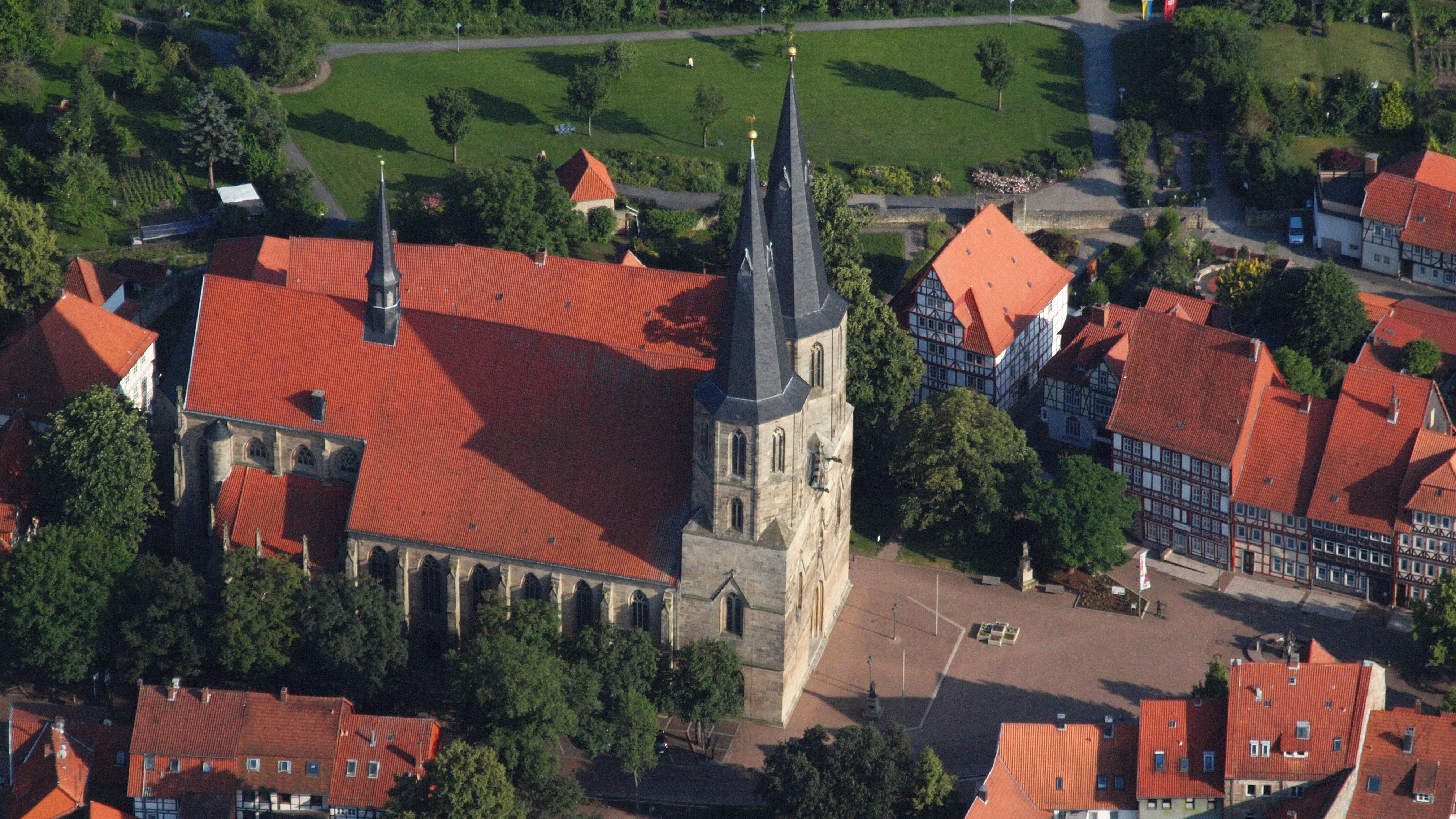
Luftbild

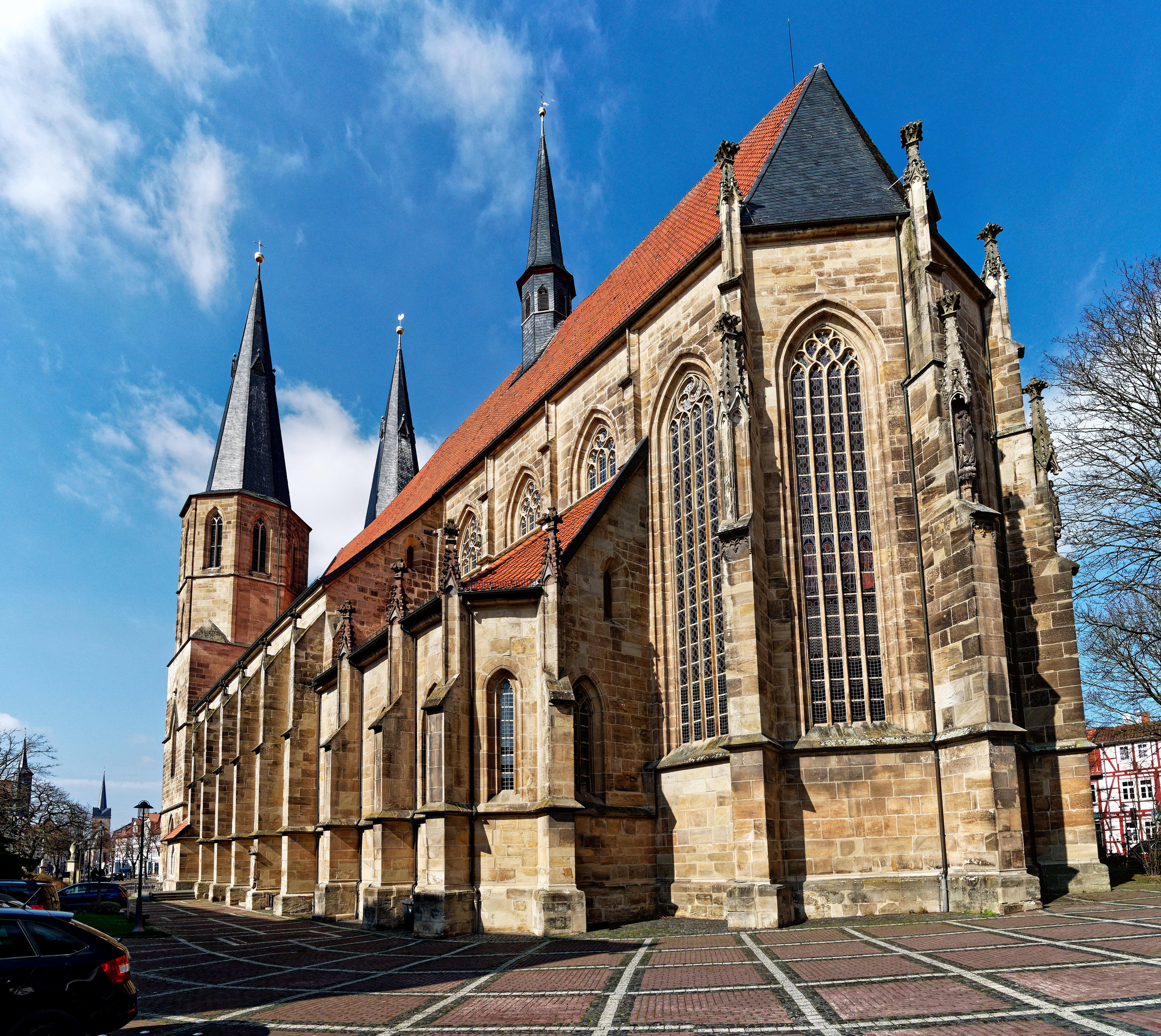
Südostansicht

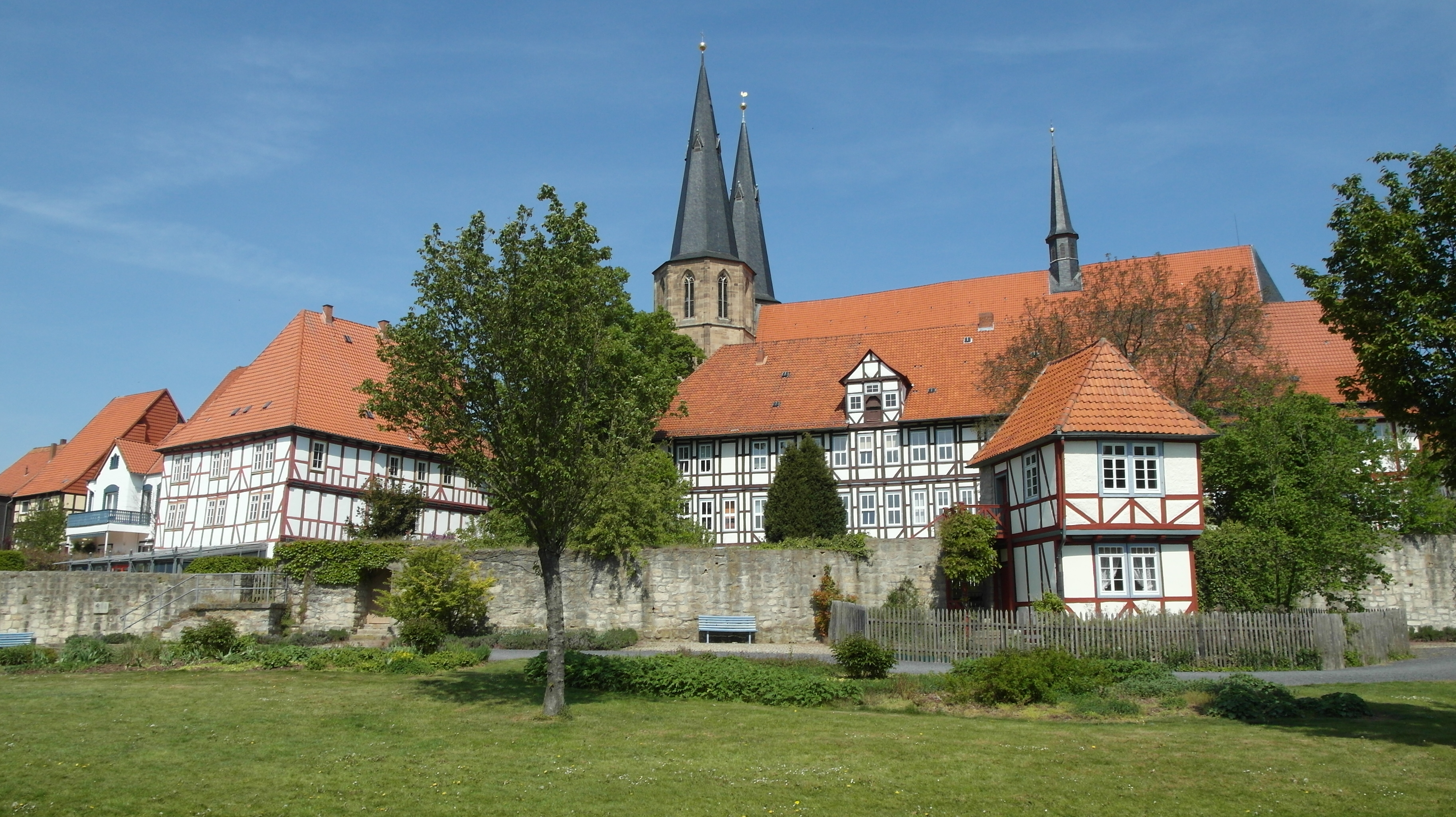
Südansicht der Basilika im Hintergrund, davor die Propstei (mittig), die alte Stadtbibliothek (links) und die Stadtmauer (2011)

Die Kirche steht an der Stelle einer Handwerker- und Kaufmannssiedlung, die zusammen mit dem Königshof bei St. Servatius zum Kern der späteren Stadt wurde. Der älteste bekannte Bau an dieser Stelle war eine kleinere romanische Kirche. Über weitere Vorgängerbauten der heutigen Kirche ist nichts bekannt; das Cyriakus-Patrozinium reicht jedoch sicher in die Entstehungszeit der Ansiedlung um 950 zurück.
Die weitere Baugeschichte spiegelt den wachsenden Wohlstand und das Selbstbewusstsein der Duderstädter Bürger. Trotz der langen Entstehungszeit wirkt das Gesamtbild der Kirche als geschlossenes Ganzes.
Die Errichtung des heutigen Gotteshauses begann gegen 1240 mit dem Bau des monumentalen frühgotischen Westbaus, der dem romanischen Kirchenschiff vorgesetzt wurde. Jedoch wurde nur der nördliche der beiden geplanten achteckigen Türme errichtet. In diesem lebte und arbeitete lange Zeit ein Türmer, der sog. Tornemann, der die Stadt vor Feind und Feuer zu warnen hatte. Das repräsentative Portal hat wohl im Hauptportal der Elisabethkirche in Marburg sein Vorbild. Das Tympanon zeigt eine Mondsichelmadonna (im Barock ersetzt), die von zwei Weihrauchfässer schwingenden Engeln verehrt wird. Im Innenraum des Westbaus finden sich mehrere mit Motiven aus Pflanzen- und Tierwelt verzierte Pfeilerkapitelle.
1394 ersetzte man den romanischen durch den hochgotischen dreijochigen Chor mit einer fünfseitigen Apsis. Der in die Außenwand eingemauerte Grundstein nennt einen Wilhelm Knoke als leitenden Baumeister.
Schließlich wurde das romanische durch ein gotisches Langhaus in Form einer dreischiffigen Staffelhalle mit sechs Jochen ersetzt. Beim Bau errichtete man zunächst die neuen Außenmauern um das alte Kirchenschiff herum, um darin weiter ungestört Gottesdienst feiern zu können. Im Jahr 1490 wurde die Einwölbung der Kirche fertiggestellt, gestiftet vom aus Duderstadt stammenden Göttinger Bürgermeister Heinrich Helmold, wie ein Schlussstein mit seinem Wappen im nördlichen Seitenschiff beurkundet. Damit war der Bau vorerst fertiggestellt.
1852 fielen große Teile der Stadt einem verheerenden Brand zum Opfer, dabei auch die Dächer von Nordturm und Kirchenschiff. Im Zuge von Conrad Wilhelm Hase geleiteten Wiederaufbaumaßnahmen, bei denen auch das um 1700 barockisierte Kircheninnere regotisiert wurde, errichtete man nun, nach dem Vorbild des Nordturms, auch den Südturm. Beide Türme erreichen jeweils eine Höhe von ca. 65 Metern.
Nach Pfingsten 2016 wurde mit einer Innenrenovierung begonnen, die durch neue Ausmalung und Beleuchtungskonzepte das Gotteshaus heller und freundlicher erscheinen lassen sollte. Sie fand im November desselben Jahres ihren Abschluss.

## Ausstattung

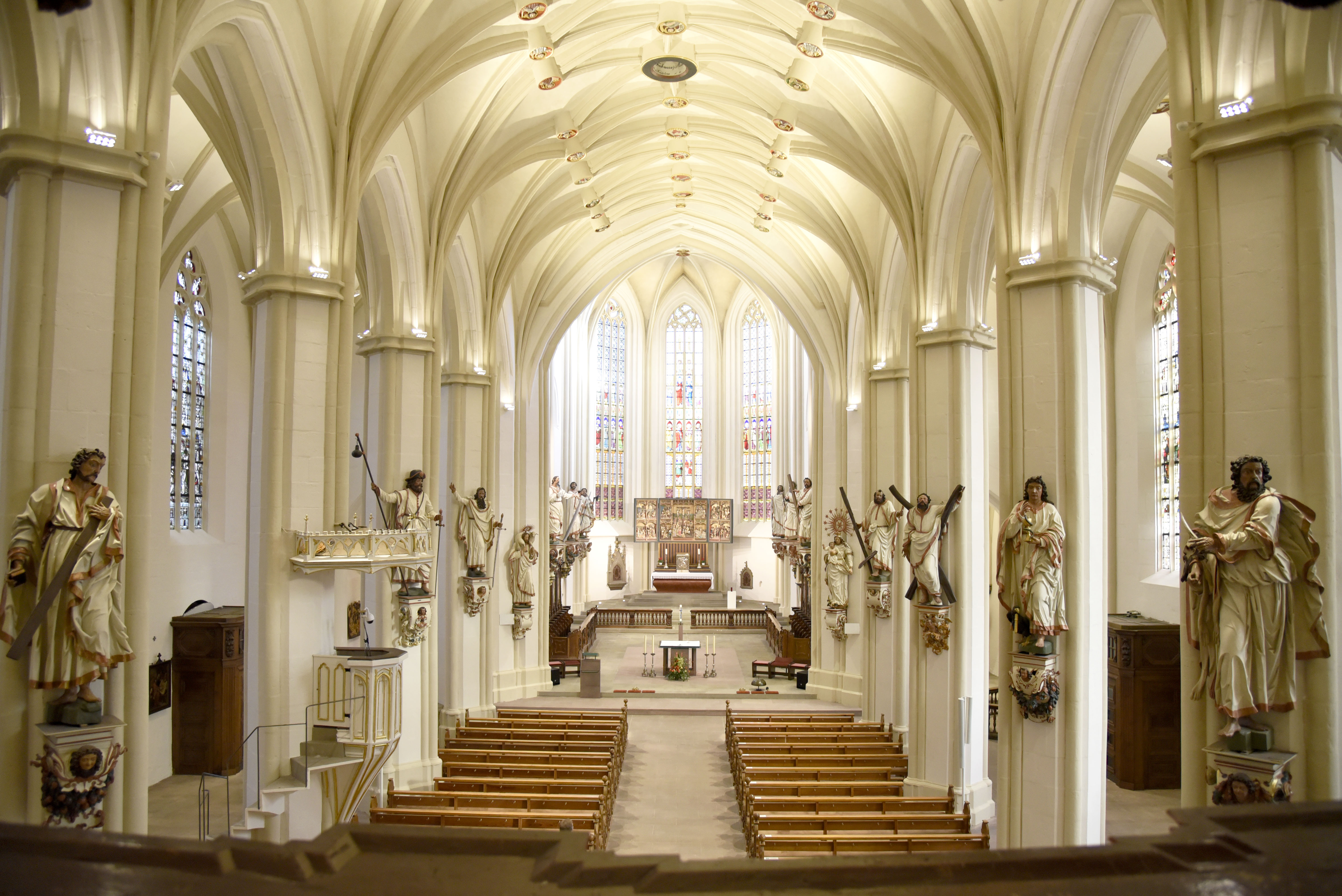
Innenraum mit Blick zum Hochchor (nach der Innensanierung 2016)

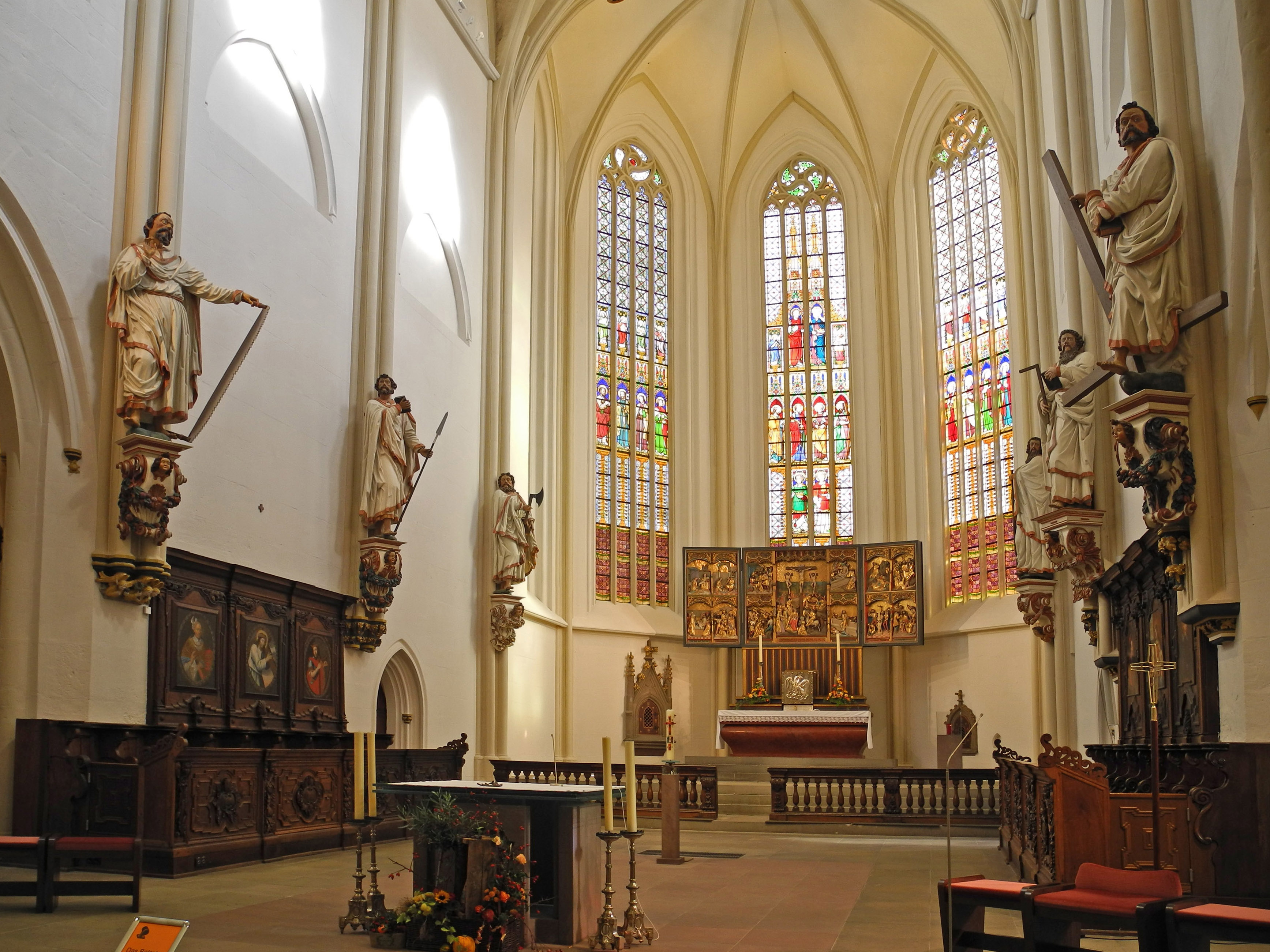
Chorraum (nach der Innensanierung 2016)

Der Innenraum von St. Cyriakus ist reich mit Kunstwerken ausgestattet, die vor allem in der Zeit der Gotik und des Barock entstanden.
Der Hochaltar, ein spätgotischer Flügelaltar, wurde um 1510 geschaffen. 1685 musste er seinem barocken Nachfolger weichen. Nach einer Restaurierung durch Richard Moest aus Köln, bei der der Altar unter anderem einen neuen Rahmen erhielt, kehrte er 1877 an seinen alten Platz zurück. Ist der Altar geöffnet, sind Reliefs sichtbar, die mit gotischem Maßwerk gerahmt sind und Szenen aus dem Leben Christi darstellen: Der linke Flügel ist mit den Szenen der Verkündigung, der Geburt, der Beschneidung und der Anbetung der Könige der Kindheit Jesu gewidmet. Der rechte Flügel zeigt Jesu Gebet im Ölgarten, seine Festnahme, Geißelung und Verspottung. Der Schrein ist von einer großen Kalvarienbergdarstellung dominiert, die links durch die Szenen von der Verurteilung Jesu und der Kreuztragung, rechts durch die Szenen der Grablegung und Auferstehung Christi gerahmt wird. In der Advents- und in der Fastenzeit ist der Altar geschlossen, sodass ein vom Duderstädter Kaplan Otto von dem Hagen 1879 nach italienischen Vorbildern gemaltes Bild der Verkündigung an Maria sichtbar wird, das an den Flügelaußenseiten angebracht ist.
In den Wänden des Chorpolygons haben sich ein Sakramentshaus (Nordostwand), eine Piscina (Südostwand) und eine Sediliennische (Südwand) aus dem 15. Jahrhundert erhalten. Die Fenster über dem Hochaltar entstanden im Jahr 1876. Sie sind einem Flügelaltar ähnlich gegliedert und dem Stil des Nazarener zuzuordnen. Im Chor ist auch das barocke Chorgestühl von St. Cyriakus aufgestellt, in dem einst Mitglieder des Stadtrates zu Gottesdiensten Platz nahmen.
Die spätgotische Kanzel, mit ihrem im 19. Jahrhundert zugefügten Schalldeckel, befindet sich an einem der nördlichen Pfeiler in der Mitte des Hauptschiffs. Von diesem Standort aus ist der Prediger im gesamten Kirchenraum ohne Verstärkeranlagen gut zu hören.
An den kantonierten Pfeilern des Hauptschiffes und an den Diensten im Chorraum sind lebensgroße Skulpturen der zwölf Apostel angebracht, die der Barockkünstler Andreas Kersten von 1678 bis 1687 schuf. Vom selben Künstler stammen auch die Figuren des Guten Hirten und der Gottesmutter Maria als apokalyptisches Weib, die sich jeweils an einer Seite vom Eingang des Chores befinden. Sie standen wohl früher im Zentrum der barocken Seitenaltäre. Im nördlichen Seitenschiff sind Figuren der Heiligen Nikolaus von Myra und Johannes Nepomuk aufgestellt, die, wie auch eine Skulpturengruppe der Flucht nach Ägypten im Eingangsbereich der Kirche, ebenfalls von Kersten stammen.
Im nördlichen Seitenchor, dem sogenannten Johannischor, findet sich ein gotisches Relief der Beweinung Christi von 1490, das wohl einmal ein Teil eines Altarretabels gewesen ist.
Hier steht auch der um 1470 entstandene Gottvater- oder Gnadenstuhlaltar. Er stammt eigentlich aus dem Spital St. Martini und wurde erst in der Mitte des 19. Jahrhunderts an seinem heutigen Standort aufgestellt. Bei dem Altar handelte es sich ursprünglich um einen kleinen Flügelaltar, der in der Zeit des Historismus seine heutige, nicht mehr wandelbare, Gestalt erhielt. Trotzdem ist das mittelalterliche Bildprogramm vollständig erhalten geblieben: Der linke Flügel zeigt die hl. Maria Magdalena, wie sie Jesus die Füße wäscht. Auf dem rechten Flügel ist der hl. Martin von Tours dargestellt, wie er, auf einem Pferd sitzend, einem leprakranken Bettler die Hälfte seines Mantels überreicht. Im Schrein umgeben (von links nach rechts) die Heiligen Barbara, Andreas, Jakobus der Ältere und Katharina von Alexandrien die zentrale Darstellung des Gnadenstuhls. Die ehemaligen Flügelaußenseiten zieren die beschädigten Bilder einer Dreifaltigkeitsdarstellung, der sogenannten „Not Gottes“, und eine weitere Darstellung der Heiligen Maria Magdalena.
Im südlichen Seitenschiff befindet sich der mit barocken Formen reich verzierte Marmortaufstein aus dem Jahr 1694. An seinem Deckel ist die Taufe Jesu im Jordan dargestellt. Daran ist ein Seil befestigt, das mit den Figuren der Heiliggeisttaube und Gottvater verziert ist und das Anheben des Deckels erleichtert. In der Nähe zum Taufstein findet sich ein figurenreiches Relief der heiligen Sippe, das Anfang des 16. Jahrhunderts entstand und wohl zu einem Altarretabel gehörte.
Die an den Seitenschiffwänden angebrachten Kreuzwegstationen sind Werke Otto von dem Hagens aus dem Jahr 1882.
Bemerkenswert sind auch die barocken Prozessions- und Zunftstangen (auch Gildeleuchter genannt), die an den mittleren Wangen des Kirchengestühls stehen. Sie zeigen u. a. die Schutzpatrone verschiedener Zünfte und werden bei Prozessionen mitgeführt.
Eine Besonderheit sind auch die 80 figürlich ausgearbeiteten und gefassten Schlusssteine in den Gewölben, die Christus und zahlreiche Heilige zeigen. Im westlichen Teil des Hauptschiffgewölbes finden sich zudem Teile einer mittelalterlichen Ausmalung, die jedoch nicht fertiggestellt wurde.
St. Cyriakus beherbergt darüber hinaus eine Vielzahl von weiteren Figuren, Gemälden und Epitaphien, darunter eine barocke Madonna und eine Pietà von 1870.
Im 15. und frühen 16. Jahrhundert gab es in der Kirche einen Jakobusaltar und eine Statue des Apostels Jakobus des Älteren. Die Jakobusverehrung und praktische Hilfe für Jakobspilger (wallende Brüder) waren besondere Anliegen der Duderstädter Jakobsbruderschaft, die vor der Stadtmauer am Steintor ein eigenes Hospital unterhielt.
Das kostbarste Stück des Kirchenschatzes von St. Cyriakus ist das Nordhäuser Kreuz, ein frühgotisches Vortragekreuz, das Partikel des heiligen Kreuzes und weitere Reliquien enthalten soll und mit Halbedel- und Edelsteinen besetzt ist. Es wurde 1672 dem Kanonikerstift in Nordhausen abgekauft.
Im Jahre 2016 erfolgte eine umfassende Innensanierung. Der Raum ist dabei in hellen Weiß- und Cremetönen ausgemalt worden und bekam eine neue LED-Lichttechnik. Die Ausmalung folgt keinem historischen Vorbild, sondern ist eine moderne Neugestaltung. Im Zuge dieser Sanierung wurden einige neue Ausstattungsstücke, wie ein Osterleuchter und ein ewiges Licht angeschafft.

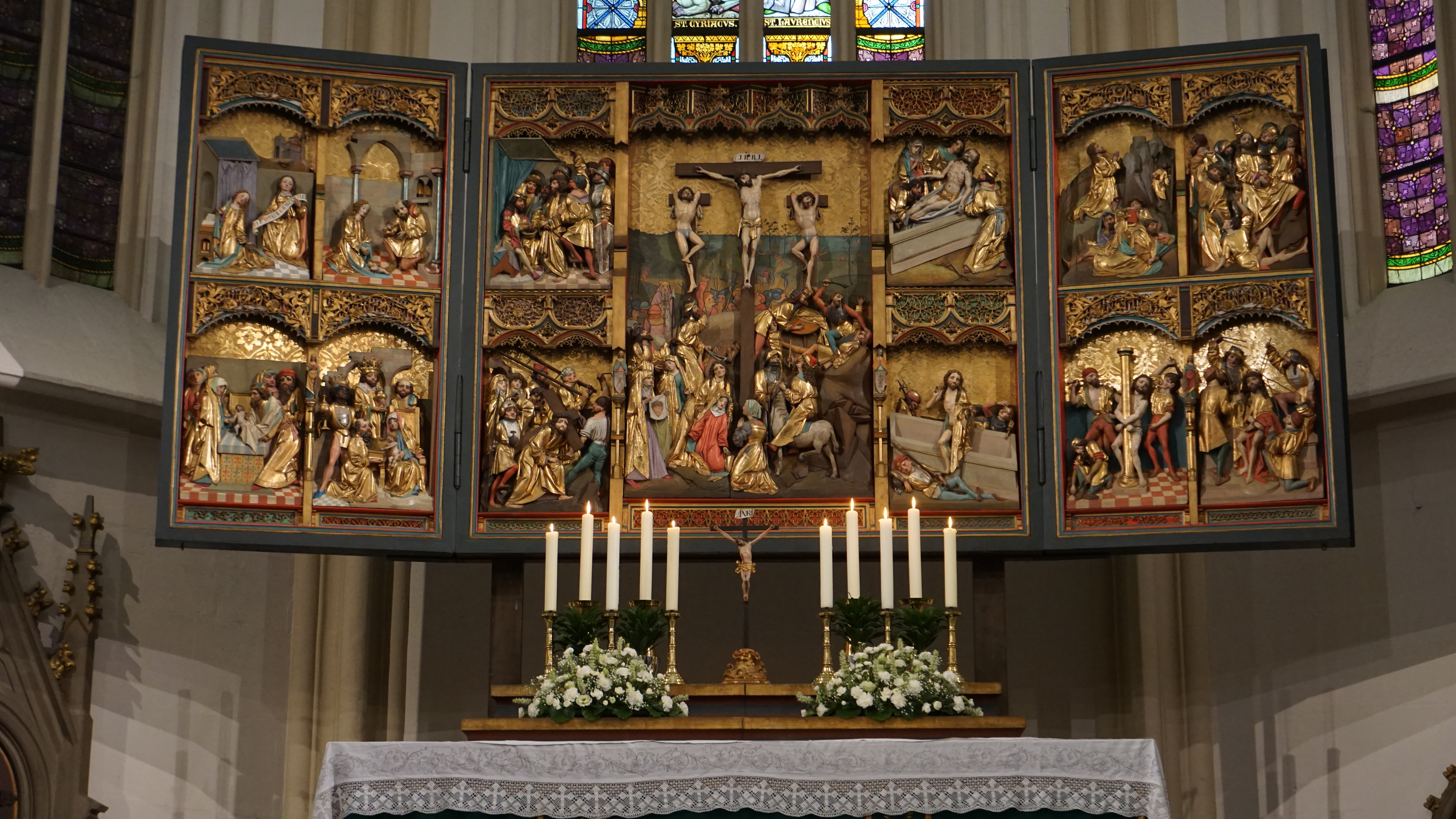
Hochaltarretabel (um 1480)
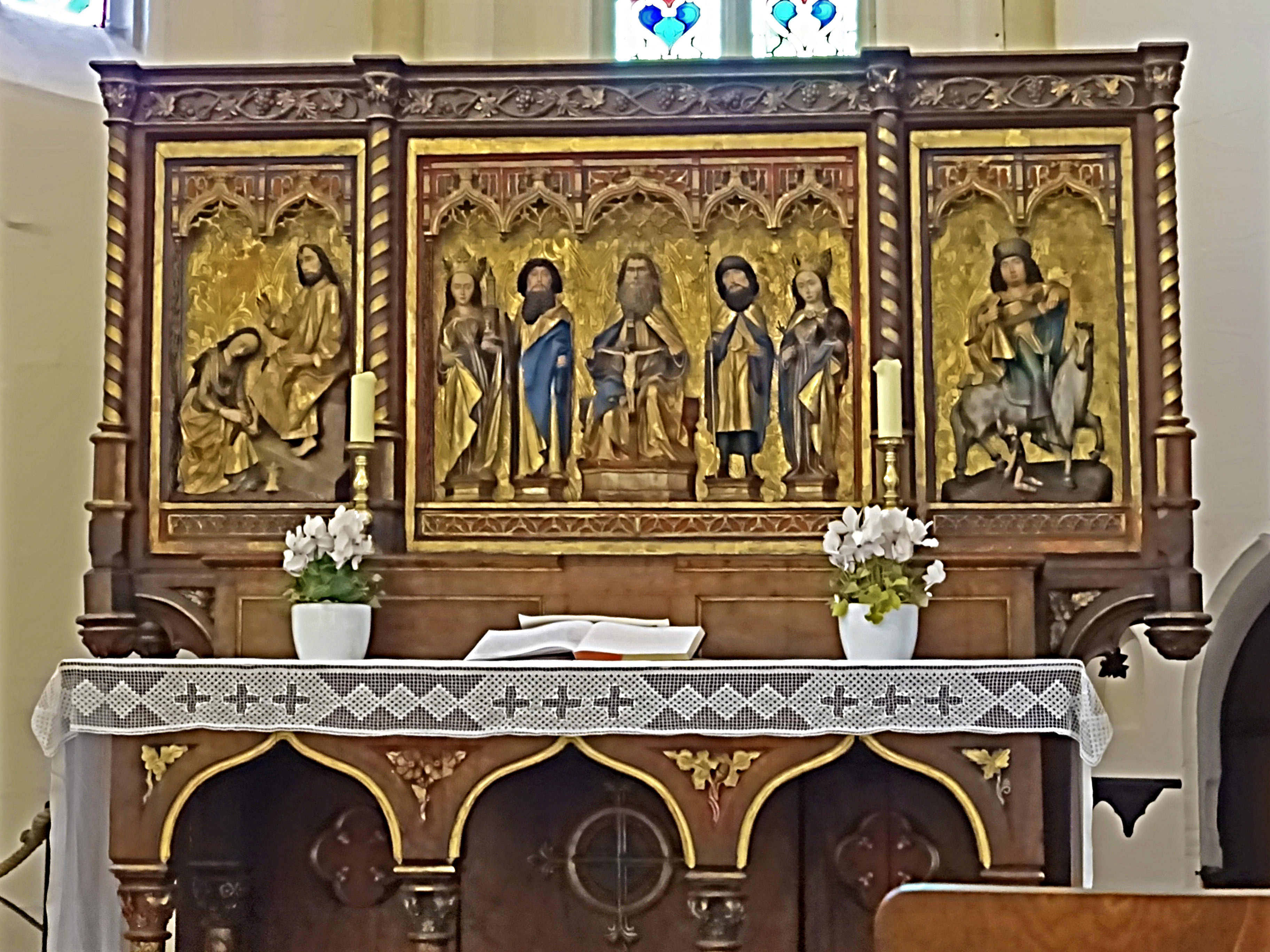
Gottvater- oder Gnadenstuhlaltar (um 1470) im Johanneschor
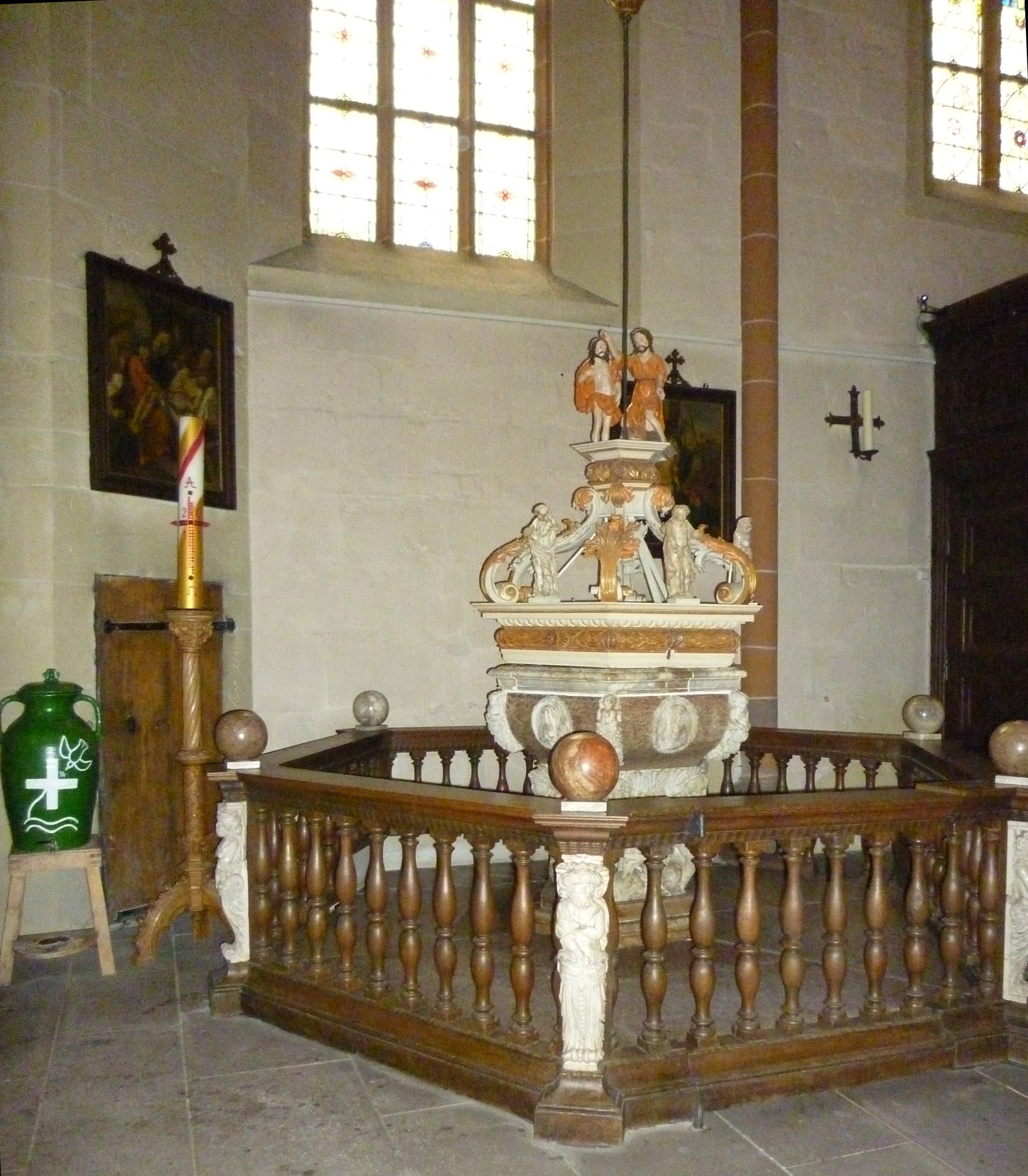
Barocker Taufstein (vor der Innensanierung 2016)
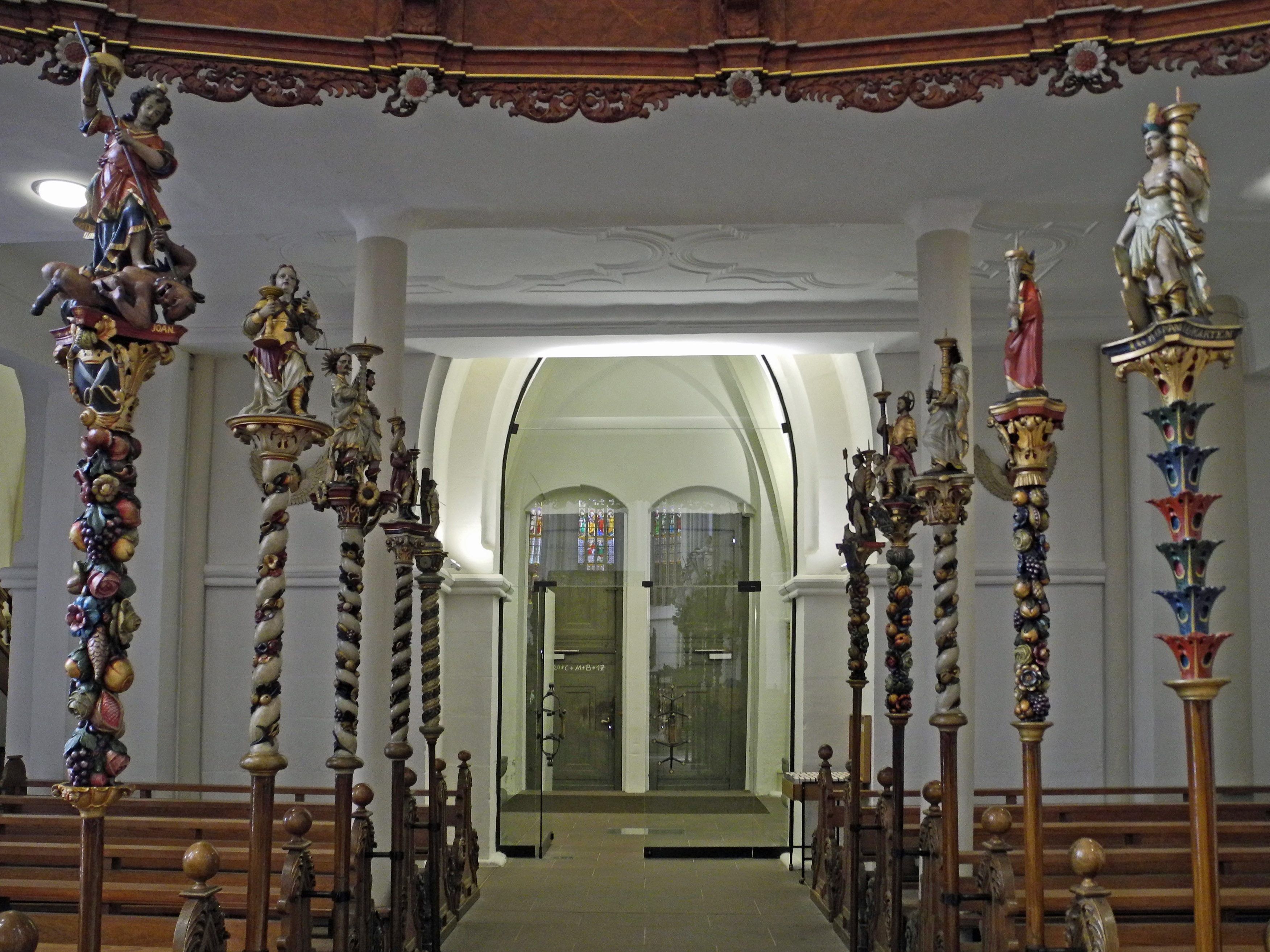
Prozessionsstangen im Hauptschiff
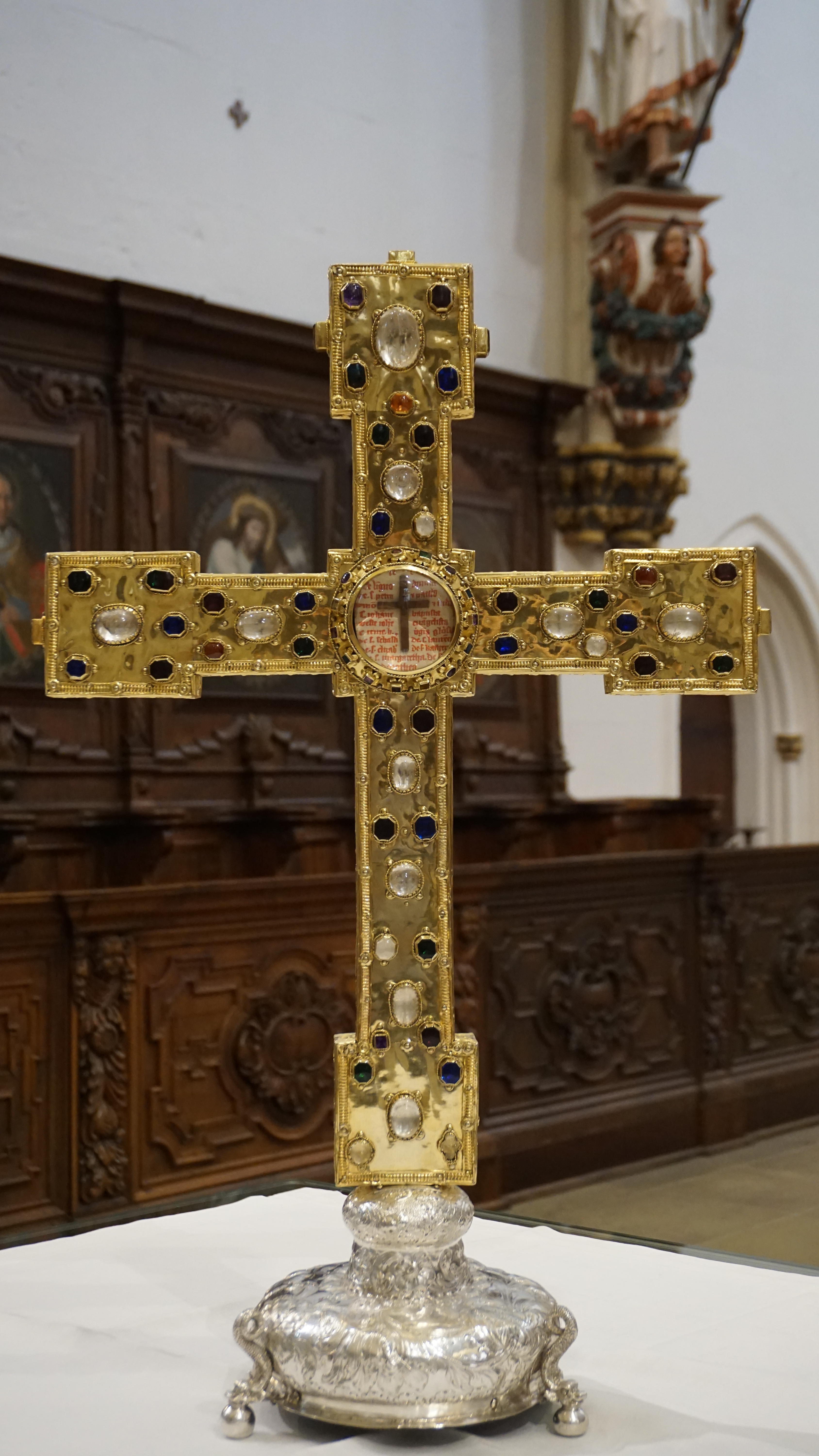
„Nordhäuser Kreuz“

## Creutzburg-Orgel

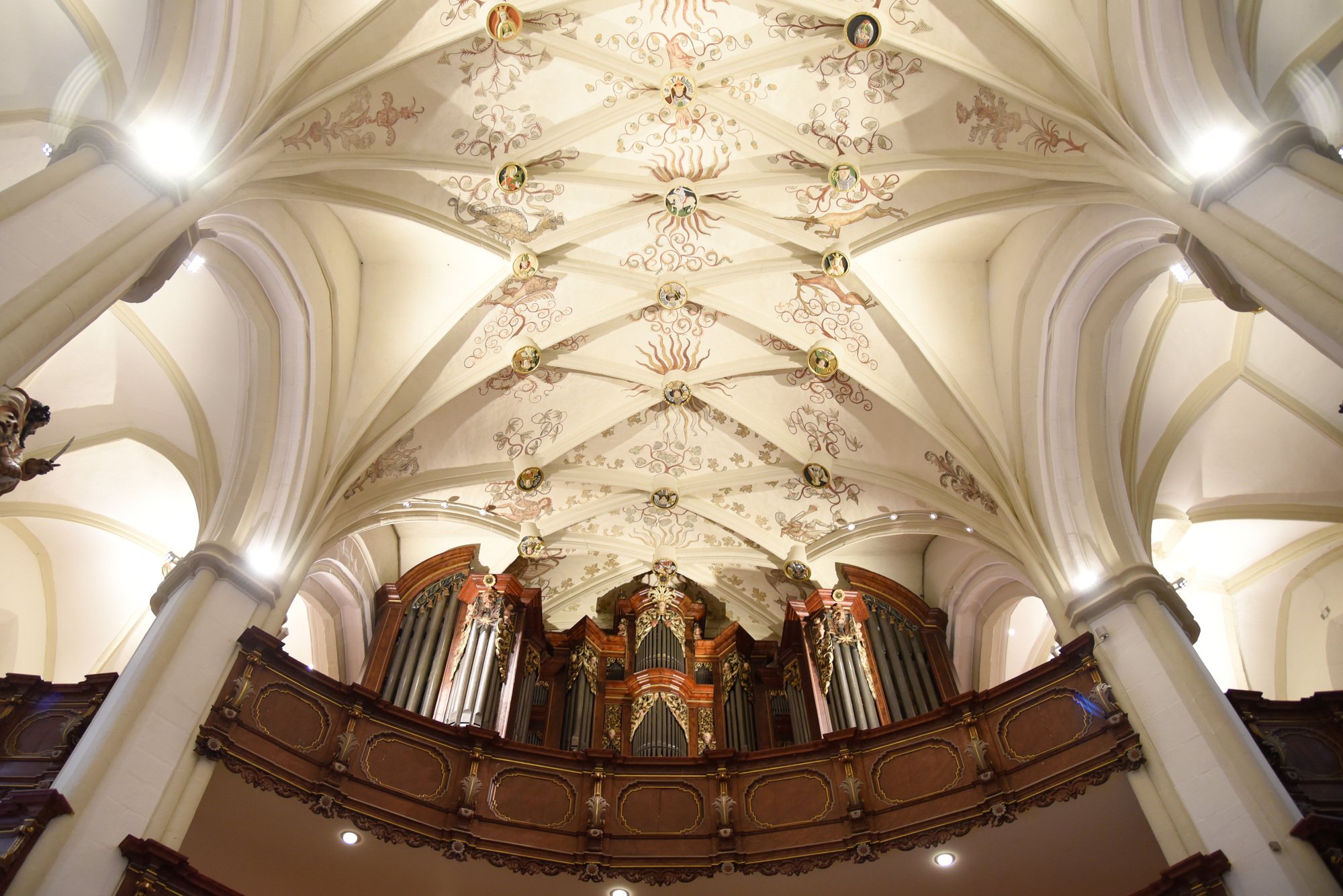
Creutzburg-Orgel von 1735 und die mittelalterlichen Gewölbefresken (nach der Innensanierung 2016)

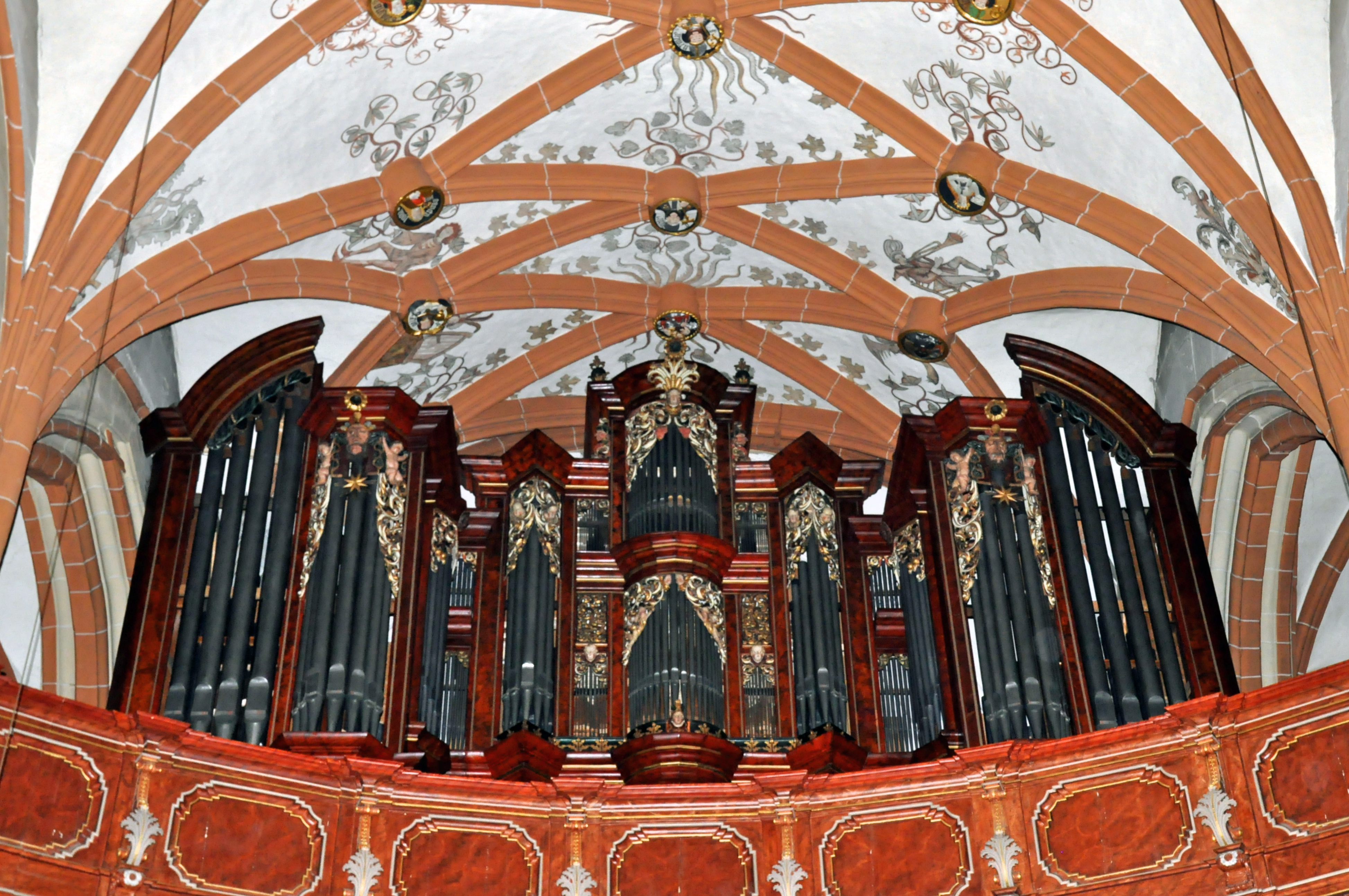
Prospekt der Orgel (vor der Innensanierung 2016)

Am 23. April 1733 begann der Orgelbauer Johannes Creutzburg mit den Arbeiten an der große[n] Orgel in Duderstadt, wie er es in seinem heute noch existierenden Werkstatt- und Tagebuch vermerkt hat. An anderer Stelle notiert er: Ao 1735 ist die Orgel in Duderstadt ferdig worden. Creutzburg hat in Duderstadt, von seinen insgesamt 14 nachweisbaren Orgelbauten, sein größtes und bedeutendstes Werk geschaffen. Als Anerkennung für diese Leistung fand er Aufnahme in der Bürgerschaft Duderstadts.
Die Orgel gehörte wegen ihrer großzügigen Ausstattung mit 41 Registern auf drei Manualen und einem Pedal zu den herausragenden Werken zwischen Thüringen und dem Harz. Sie stand ebenbürtig neben den Instrumenten von Heinrich Gottfried Trost, Johann Friedrich Wender, Johann Christian Dauphin und Christoph Treutmann. Im Laufe der Zeit erfuhr sie fünf wesentliche Eingriffe, die dem jeweiligen Zeitgeschmack unterlagen. Nicht alle davon erfolgten in der gewünschten Qualität. Etwa 700 Pfeifen Creutzburgs sind noch erhalten.
- Johann Wilhelm Schmerbach (Frieda bei Eschwege) stellte 1823 einen ersten, größeren Umbau fertig.
- Auf Initiative von Johann Joseph Adam Homeyer, von 1867 bis 1894 Organist an St. Cyriakus und bekannter Konzertvirtuose, erweiterte Andreas Engelhardt (Herzberg im Harz) die Orgel bis 1859 um 13 Register.[4] Um Raum für diese Erweiterung zu schaffen, versetzte Engelhardt die Pedaltürme um knapp zwei Meter nach vorn.[5]
- Um 1869 forderte Homeyer bereits eine gründliche Revision des zehn Jahre zuvor  im großen Stil veränderten Orgelwerkes. Es folgten zahlreiche Maßnahmen, bis 1948 ein viermanualiges Werk mit 62 Registern entstanden war. Drei Manuale waren mechanisch spielbar, das vierte pneumatisch.
- Da der 1948 fertiggestellte Umbau als misslungen galt, erfolge 1970 eine erneute Veränderung, indem eine neobarocke Disposition eingebaut wurde. Auch diese Maßnahme  galt unter Fachleuten als unbefriedigend.
- Nach einer langjährigen Vorbereitungsphase führte die Orgelbaufirma Eule aus Bautzen in den Jahren 2005/2006 eine Restaurierung durch, die sich weitgehend an Creutzburgs Original orientiert. Der Orgelsachverständige Reinhardt Menger und Regionalkantor Paul Heggemann begleiteten diese Arbeiten. Einige wenige Register aus den Erweiterungen im 19. Jahrhundert wurden ebenfalls belassen und ein neues (Unda maris 8′) der Disposition hinzugefügt.

Die Registerbeschriftung am Spieltisch lässt diese späteren Zutaten an einer Schriftart aus der jeweiligen Entstehungszeit erkennen: Ein in den 1960er Jahren abgesägter, aber aufbewahrter Registerknopf Creutzburgs diente als Vorlage für die Kennzeichung von originalen oder rekonstruierten Creutzburg-Registern. Kopien von abgesägten, aber ebenfalls erhalten gebliebenen Registerknöpfen aus dem 19. Jahrhundert mit Porzellanschildern dienen nun zur Betätigung der aus jener Zeit stammenden Register.
Bei der letzten Restaurierung konnte auch das gerühmte und häufig zitierte Register Vox humana (Menschenstimme) wieder vollständig rekonstruiert werden. Im Werkstattbuch Creutzburgs finden sich u. a. Mensurenangaben und Skizzen zum Bau dieser Registerstimme. Zudem überlebten einige Schallbecher die verschiedenen Umbauten. Johann J. M. Homeyer berichtete von diesem Register, dass er bei seinen zahlreichen Konzertreisen nur in Haarlem (Niederlande) und in Freiburg (Schweiz) ähnliche Voces humanae vorgefunden habe. Für die Rekonstuktion von Pedalklaviatur und Manualtasten konnte Eule die erhaltene Creutzburg-Orgel in St. Gallus (Tastungen) als Vorbild nutzen.
Die farbliche Fassung des reichen Prospektes befindet sich trotz leichter späterer Ergänzungen im Originalzustand der Entstehungszeit. An den Gehäusearbeiten waren der Bildhauer E. Merten, der Maler D. Contzen und der Drechsler J. C. Riepenhausen beteiligt. Bei der letzten Restaurierung beschränkte sich der Restaurator Reinhold Gonschior auf eine behutsame Reinigung, einige Retuschen und farbliche Angleichungen.
Die heutige Disposition
(in originaler Schreibweise)
| I Hauptwerk C,D-d3 |                    |        |  |
| 1.                 | Principal          | 8′     |  |
| 2.                 | Unda maris (ab c1) | 8′     |  |
| 3.                 | Bordun             | 16′    |  |
| 4.                 | Viola di gamba     | 8'     |  |
| 5.                 | Gemshorn           | 8′     |  |
| 6.                 | Gedackt            | 8′     |  |
| 7.                 | Octav              | 4′     |  |
| 8.                 | Spitzflöte         | 4′     |  |
| 9.                 | Quinta             | 3′     |  |
| 10.                | Super octav        | 2′     |  |
| 11.                | Tertia             | 1 3⁄5′ |  |
| 12.                | Cornett IV         |        |  |
| 13.                | Mixtur VI          |        |  |
| 14.                | Trompeta           | 8′     |  |

| II Oberpositiv C,D-d3 |                 |    |
| 15.                   | Principal       | 4′ |
| 16.                   | Quintadehna     | 8′ |
| 17.                   | Spitzflöta      | 8′ |
| 18.                   | Gedackt         | 4′ |
| 19.                   | Quintflöta      | 3′ |
| 20.                   | Octav           | 2′ |
| 21.                   | Nachtflöta      | 2′ |
| 22.                   | Sexquialtera II |    |
| 23.                   | Scharff IV      |    |
| 24.                   | Vox humana      | 8′ |
|                       | Tremulant       |    |

| III Brustwerk C,D-d3 |           |       |
| 25.                  | Gedackt   | 8′    |
| 26.                  | Rohrflöta | 4′    |
| 27.                  | Principal | 2′    |
| 28.                  | Flageolet | 2′    |
| 29.                  | Quinta    | 1 ⁄2′ |
| 30.                  | Cymbal II |       |
| 31.                  | Fagott    | 8′    |
|                      | Tremulant |       |

| Pedal C, D-d1 |                          |     |
| 32.           | Untersatz                | 32′ |
| 33.           | Principal                | 16′ |
| 34.           | Sub Bas                  | 16′ |
| 35.           | Octav                    | 8′  |
| 36.           | Gedackt                  | 8′  |
| 37.           | Octav                    | 4'  |
| 38.           | Mixtur VI                |     |
| 39.           | Posaunen Bas             | 16′ |
| 40.           | Trompeta                 | 8′  |
|               | Brustpedal (Seitenbässe) |     |
| 41.           | Principal                | 2′  |
| 42.           | Waldflöta                | 1′  |
| 43.           | Cornet                   | 4′  |

- Koppeln: II/I (Schiebekoppel), I/P; Cammerthon Coppel in III (2 × 1 HT)
- Nebenregister: 2 Zymbelsterne (auf C und G), Vogelgeßang (mehrere Pfeifen in einem Wasserbecken)
- Technische Daten
  - Stimmtonhöhe 471,2 Hz bei 15°
  - Stimmung: Neidhardt II (1724)
  - Windversorgung durch sechs Keilbälge (Kalkantenbetrieb möglich)
  - Winddruck: Manual 80 mm WS, Pedal 88 mm WS

## Glocken

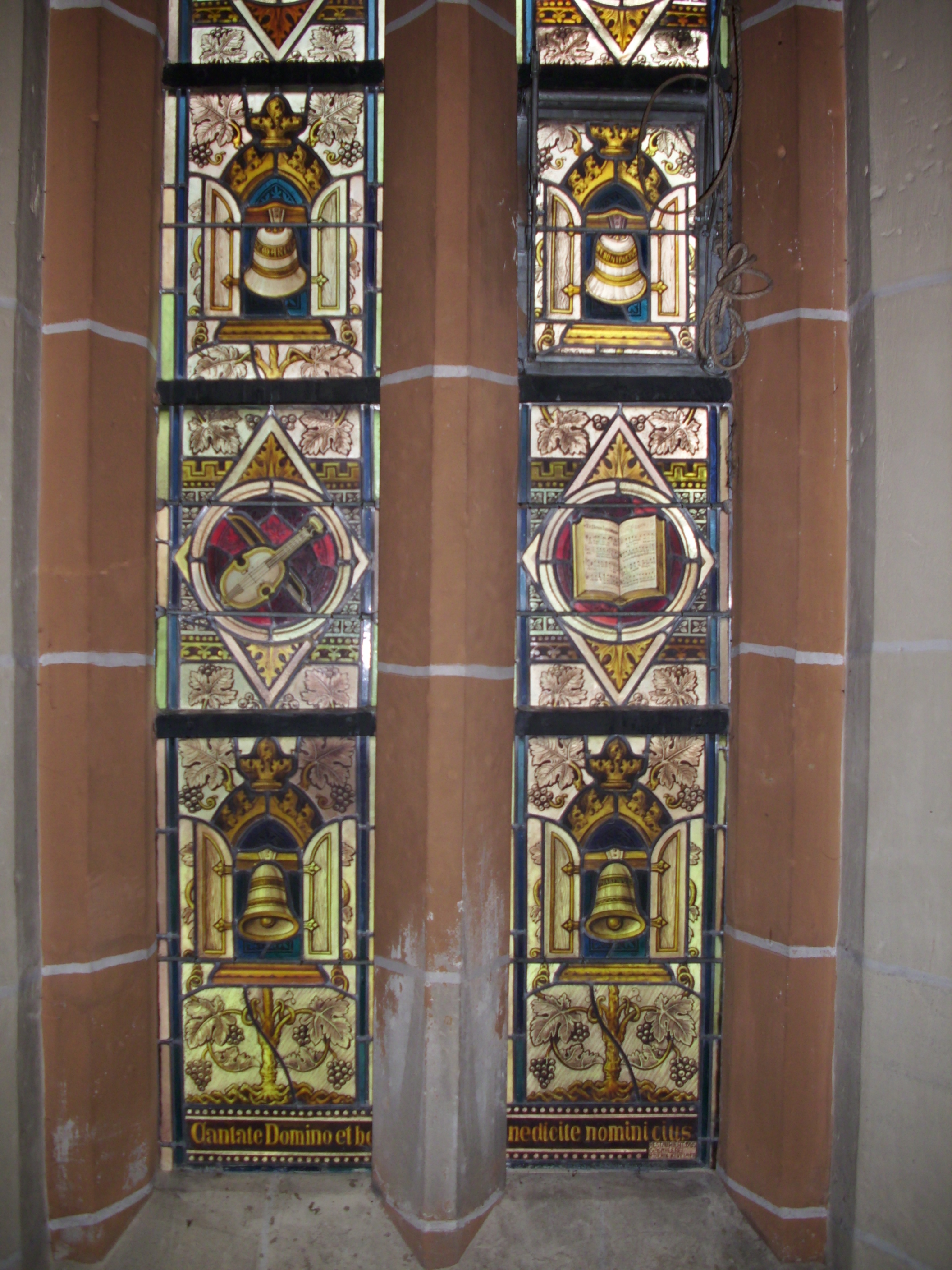
Glockenfenster (19. Jhd.) an der Emporentreppe im südlichen Westriegel (Aufnahme 2011)

### Historisches Geläut
Vom historischen Geläut ist bekannt, dass es aus fünf Glocken bestand. Dazu schreibt Johann Wolf: Dem ansehnlichen Bau ist das ganz vortreffliche Geläute, dergleichen man in einer andern gleich großen Stadt nicht leicht antreffen wird, vollkommen angemessen. Dazu werden zwei große Glocken, zwei mittelmäßige und eine kleine gebraucht, die ungemein gut zusammen stimmen. Eine der größeren hat 1367 ein Bürger von Erfurt gegossen, nach der daran befindlichen Schrift: IN CRASTINO CORPORIS Xpi. ME. FECIT. IOHES D. VSLEVE. CIVIS ERFORDIE ANNO DNI MCCCLXVII. (Anm.: […] Johannes von Uslar aus Erfurt goß 1367 diese sogenannte Vesperglocke. Sie war die zweitgrößte Glocke des Geläuts mit dem Schlagton b0). Die größte Glocke war die sogenannte Bethglocke mit dem Schlagton c1.
Eine weitere Glocke, die im Auftrag der Duderstädter Bürgerschaft für die St. Cyriakus-Kirche gegossen wurde, hängt heute in der Wallfahrtskirche in Gottsbüren im Landkreis Kassel. Das Instrument stammt vermutlich aus der Mitte des 13. Jahrhunderts und hat einen Durchmesser von 63 cm. Ihre lateinische Inschrift in gotischen Majuskeln lautet:
Die Glocke wurde 1944 von Heinrich Wenzel in seiner Hessischen Glockenkunde als Stiftung der Stadt Duderstadt für die Kirche in Gottsbüren interpretiert. Heute geht man davon aus, dass das Instrument vermutlich nach der Reformation gegen papistisches Kirchengerät eingetauscht worden ist und dadurch von St. Cyriakus nach Gottsbüren gelangte.

### Geläut nach dem Stadtbrand 1852
Bei dem großen Stadtbrand im September 1852 wurden auch die Dächer und Türme der St.-Cyriakus-Kirche zerstört, ebenso das historische Geläut. Im Januar 1853 konnte zunächst eine neue Evangelienglocke im wiedererrichteten Dachreiter aufgehängt werden. Nach der Vollendung des Südturms, der seit dem Mittelalter fehlte, folgte 1861 ein neues Hauptgeläut, das in den noch heute vorhandenen beiden Glockenstühlen aufgehängt wurde. 1865 wurden zwei neue Uhrschlagglocken aus Stahl beschafft, die jeweils in einer offenen Gaube in den Spitzen der Haupttürme der Marktstraße zugewandt hängen.
| Nr. | Name                                        | Gussjahr | Gießer                  | ∅ (mm)   | Gewicht (kg) | Nominal (16tel) | Anmerkung                    |
| 1   | Bethglocke (Maria)                          | 1861     | Jauck, Leipzig          | ca. 2200 | ca. 5095     | fis0            | Südturm                      |
| 2   | Vesperglocke (Patronatsglocke) (Laurentius) | 1861     | Jauck, Leipzig          | ca. 1760 | ca. 2840     | a0              | Nordturm                     |
| 3   | Neunuhrglocke Cyriakus                      | 1861     | Jauck, Leipzig          | ca. 1400 | ca. 1460     | cis1            | Nordturm                     |
| 4   | Stimmglocke (Kreuzglocke) Christus          | 1861     | Jauck, Leipzig          | ca. 1050 | ca. 614      | fis1            | Südturm                      |
| 5   | Evangelienglocke                            | 1853     | Stützer, Benneckenstein | ca. 600  | ca. 139      | e2              | Dachreiter (1873 umgegossen) |
| I   | Große Uhrglocke                             | 1865     | Weule, Bockenem         | ca. 800  | ?            | cis2            | 1/1-Stunden-Schlag           |
| II  | Kleine Uhrglocke                            | 1865     | Weule, Bockenem         | ca. 570  | ?            | fis2            | 1/4-Stunden-Schlag           |

Im Sommer 1917 wurden die drei großen Jauck-Glocken und die 1873 umgegossene Evangelienglocke für Kriegszwecke abgeliefert. Die fis1-Glocke blieb zunächst erhalten und wurde 1923 von der Glockengießerei Otto aus Hemelingen für das neue sechsstimmige Geläut in Zahlung genommen. Otto goss zunächst im selben Jahr die vier kleinen, 1931 dann die beiden großen Glocken. Die angestrebte Disposition lautete: as0 c1 es1 f1 g1 as1. Die Schlagtonlinie wurde allerdings nicht sauber getroffen. Im Zweiten Weltkrieg gingen auch diese Glocken verloren. Erhalten blieb lediglich die Evangelienglocke (Otto, 1922) im Dachreiter. Sie ist ein Geschenk der Gießerei, deren Gründer, Karl und Franz Otto, 1833 in Duderstadt geboren wurden. Die Ottos lieferten aber nicht nur für die katholische Cyriakus-Kirche Bronzeglocken (in den Jahren 1922, 1923, 1931 und nach dem Krieg im Jahr 1951), sondern auch für die evangelische St.-Servatius-Kirche, das Ursulinenkloster und den Konvikt Gregorianum.

### Heutiger Bestand

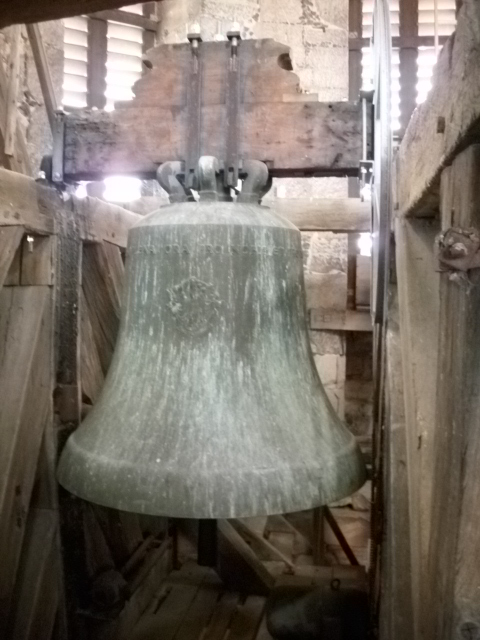
Marienglocke (Otto, 1951) im Nordturm am historischen Holzjoch (Jauck, 1861)

Im Jahr 1951 erfolgte der Neuguss des im August 1942 enteigneten Otto-Geläuts. Zunächst wurden aber nur die vier kleineren Glocken ersetzt. Erst 2011 wurden die beiden noch fehlenden Grundglocken ergänzt. Am 11. November 2011, dem Martinstag, erklang erstmals das vollständige Geläut. Der hl. Martin ist Landes- und Schutzpatron des Eichsfelds. Die Evangelienglocke (Otto, 1922) im Dachreiter ist seit April 2011 erstmals mit einem elektrischen Antrieb ausgestattet und läutet seit Ostern 2011 wieder zum Evangelium im Hauptgottesdienst sowie zum Taufritus. Das Glockenzeichen zur Verkündigung des Evangeliums ist ein alter christlicher Brauch, der für Duderstadt und das Eichsfeld seit dem Mittelalter nachweisbar ist.
|  |  |

| Nr. | Name                                                      | Gussjahr | Gießer             | Durch-messer | Gewicht   | Schlagton (16tel) | Anmerkung                         |
| --- | --------------------------------------------------------- | -------- | ------------------ | ------------ | --------- | ----------------- | --------------------------------- |
| 1   | Gloriosa (Christusglocke), Nachfolgerin der Bethglocke    | 2011     | Bachert, Karlsruhe | 2090 mm      | ≈ 5686 kg | As°               | Hauptgeläut/Südturm               |
| 2   | Dominica (Eichsfeldglocke), Nachfolgerin der Vesperglocke | 2011     | Bachert, Karlsruhe | 1670 mm      | ≈ 2900 kg | c¹                | Hauptgeläut/Nordturm              |
| 3   | Maria                                                     | 1951     | Otto, Hemelingen   | 1391 mm      | ≈ 1650 kg | es¹               | Hauptgeläut/Nordturm              |
| 4   | Cäcilia                                                   | 1951     | Otto, Hemelingen   | 1238 mm      | ≈ 1150 kg | f¹                | Hauptgeläut/Südturm               |
| 5   | Joseph                                                    | 1951     | Otto, Hemelingen   | 1106 mm      | ≈ 800 kg  | g¹                | Hauptgeläut/Südturm               |
| 6   | Franciscus (Franz Xaver)                                  | 1951     | Otto, Hemelingen   | 1040 mm      | ≈ 700 kg  | as¹               | Hauptgeläut/Südturm               |
| 7   | Evangelien- und Taufglocke (Johannes Baptist)             | 1922     | Otto, Hemelingen   | 589 mm       | ≈ 140     | f²                | Chordachreiter                    |
| I   | Große Uhrglocke                                           | 1865     | Weule, Bockenem    | ≈ 800 mm     | ?         | cis²              | 1/1-Stunden-Schlag/Südturmspitze  |
| II  | Kleine Uhrglocke                                          | 1865     | Weule, Bockenem    | ≈ 570 mm     | ?         | fis²              | 1/4-Stunden-Schlag/Nordturmspitze |

## Pfarrei
Die Pfarrei St. Cyriakus gehört zum Dekanat Untereichsfeld im Bistum Hildesheim. Am 1. März 2004 wurde das Dekanat Untereichsfeld errichtet, es entstand durch Auflösung und Zusammenlegung der Dekanate Duderstadt und Gieboldehausen-Lindau. Seit dem 1. November 2014 gehören zur Pfarrei St. Cyriakus außer der Basilika St. Cyriakus auch die Kirchen Mariä Verkündigung in Breitenberg, St. Mariä Geburt in Gerblingerode, St. Andreas in Mingerode, St. Nikolaus in Tiftlingerode und St. Johannes Baptist in Westerode. Im Gebiet der Pfarrei befinden sich auch die Liebfrauenkirche (Klosterkirche des Ursulinenklosters Duderstadt), die Kapelle St. Martin am St.-Martini-Krankenhaus (Elisabeth Vinzenz Verbund) und die Hauskapelle im „Ferienparadies Pferdeberg“ (einer Ferienstätte des Kolpingwerkes).